# Lecionário 1683
O Lecionário 1683 (designado pela sigla ℓ 1683 na classificação de Gregory-Aland) é um antigo manuscrito do Novo Testamento, paleograficamente datado do Século XIII d.C.[a]
Este codex contém algumas lições dos evangelhos de Mateus, Marcos, Lucas e João (conhecido como Evangelistarium), com algumas lacunas. O texto contém espaçamento e acentuação[a]. Foi escrito em grego, e actualmente se encontra no Museu da Bíblia da Universidade de Münster.